# Eric Flinton
Eric Flinton (* 2. Februar 1972 in Williams Lake, British Columbia) ist ein ehemaliger kanadischer Eishockeyspieler. 

## Karriere
Flinton spielte zunächst ab 1991 an der University of New Hampshire, ehe er im Rahmen des NHL Supplemental Draft 1993 an der ersten Gesamtposition von den Ottawa Senators ausgewählt wurde. Nachdem er gedraftet worden war, spielte er noch zwei weitere Jahre an der Universität, ehe der linke Flügelstürmer vor der Saison 1995/96 einen Vertrag bei den Charlotte Checkers aus der East Coast Hockey League unterschrieb. Zur darauffolgenden Saison wechselte er zu den Binghamton Rangers, dem damaligen Farmteam der New York Rangers.
Nach der Rückkehr zu den Checkers in die ECHL in der Spielzeit 1997/98 ging er im Saisonverlauf nach Europa und spielte dort zunächst für Manchester Storm in der britischen Ice Hockey Superleague. Nach einer weiteren Spielzeit in der BISL bei den London Knights beendete er seine Eishockeykarriere. Flinton bestritt niemals ein Spiel in der National Hockey League.

## Erfolge und Auszeichnungen
- 1996 Riley-Cup-Gewinn mit den Charlotte Checkers